# Segre

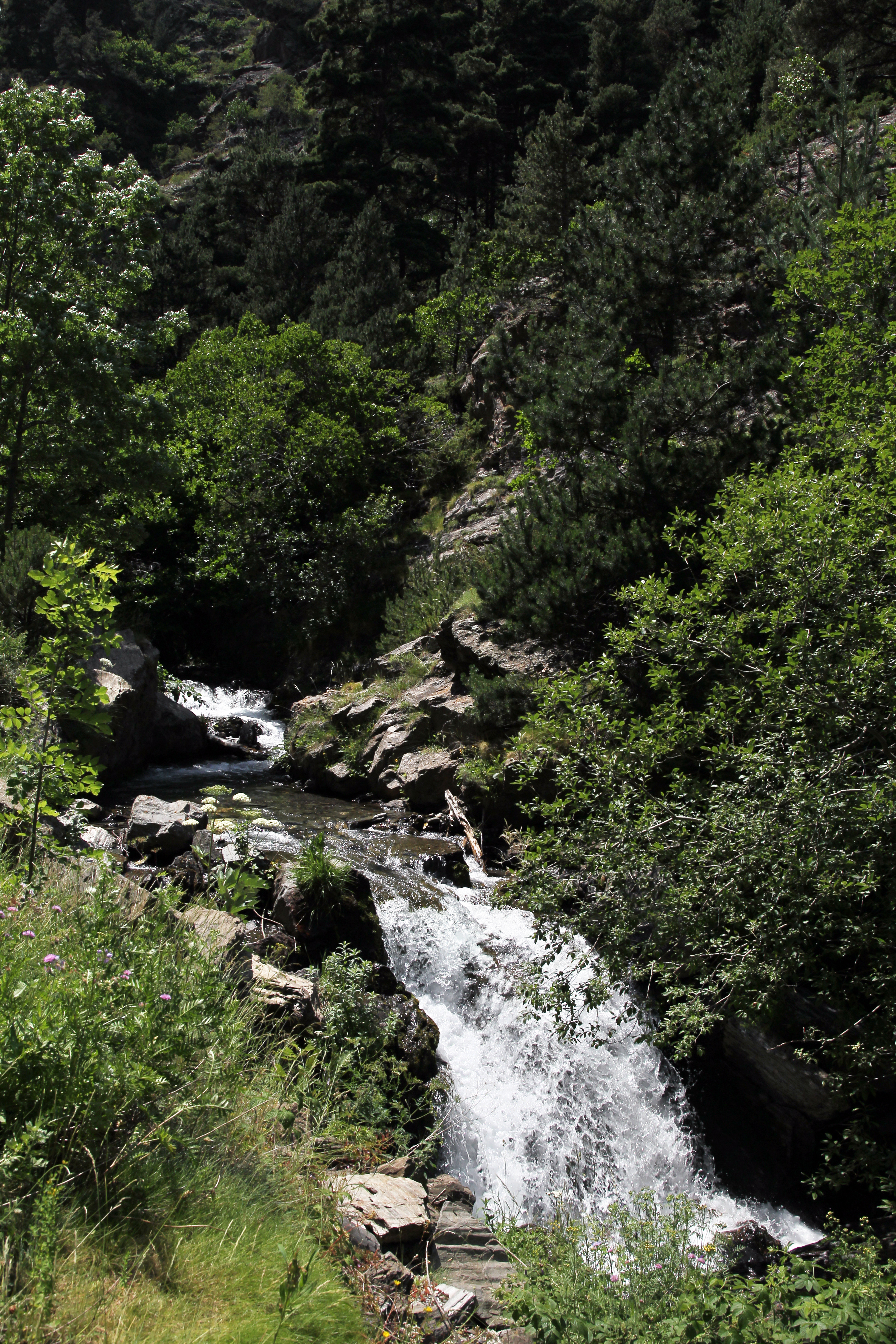
Segreschlucht

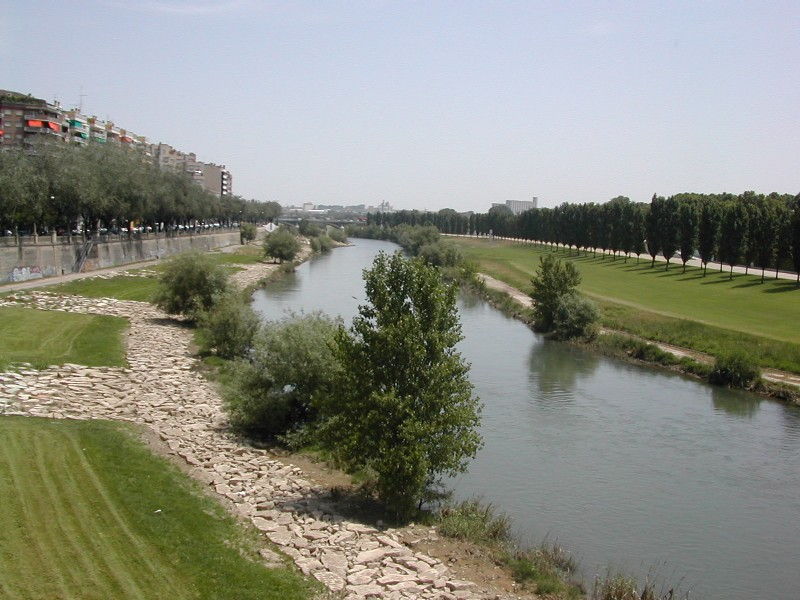
Der Segre bei Lleida

Der Segre ist mit 265 km der längste Nebenfluss des Ebro und zugleich der längste Fluss Kataloniens. Er entspringt in Frankreich an der Nord-Flanke des Puigmal de Segre (2843 m), im Regionalen Naturpark Pyrénées Catalanes, im Gemeindegebiet von Llo in der Cerdanya und formt auf den ersten zehn Kilometern seiner Lauflänge die Segreschlucht (Gorges du Sègre). Im Oberlauf münden viele kleinere Gebirgsbäche in den Segre. Nach der Exklave Llívia passiert er bei Puigcerdà endgültig die Grenze und fließt weiter nach Westen bis La Seu d’Urgell, wo der Valira (la Valira Gran) mündet, der über 90 % des Territoriums von Andorra entwässert. Hier befindet sich der Parc Olímpic del Segre, wo die Kanuwettbewerbe der Olympischen Spiele 1992 in Barcelona durchgeführt wurden.
Der Segre verläuft von dort in südwestlicher Richtung auf katalanischem Gebiet und wurde durch mehrere Stauseen wie dem Pantà d’Oliana, dem Pantà de Rialb oder dem Pantà de Sant Llorenç de Montgai unweit der Stadt Balaguer wasserbaulich und durch Bewässerungskanäle stark bewirtschaftet, um in der sog. Zentralkatalanischen Senke ausgedehnte Obstanbaugebiete zu entwickeln. Die größten dieser Kanäle sind der Canal d’Urgell und der Canal Segarra-Garrigues.
Der Segre fließt, nachdem er Balaguer passiert hat, noch ca. 50 km weiter, bis er nahe der Kleinstadt Mequinenza, die sich im östlichen Zipfel der Provinz Saragossa in Aragonien befindet, in den Ebro mündet. Der Ebro selbst ist oberhalb der Einmündung des Segre zu einem großen See aufgestaut (Embalse de Mequinenza, genannt Mar de Aragón), die Mündung liegt dagegen im Staubereich des Pantà de Riba-Roja. Südlich von Fraga mündet der fast ebenbürtige Nebenfluss Cinca in den Segre.
Die mit Abstand größte Stadt am Flusslauf ist Lleida, Hauptstadt der gleichnamigen Provinz.